# Horace Porter

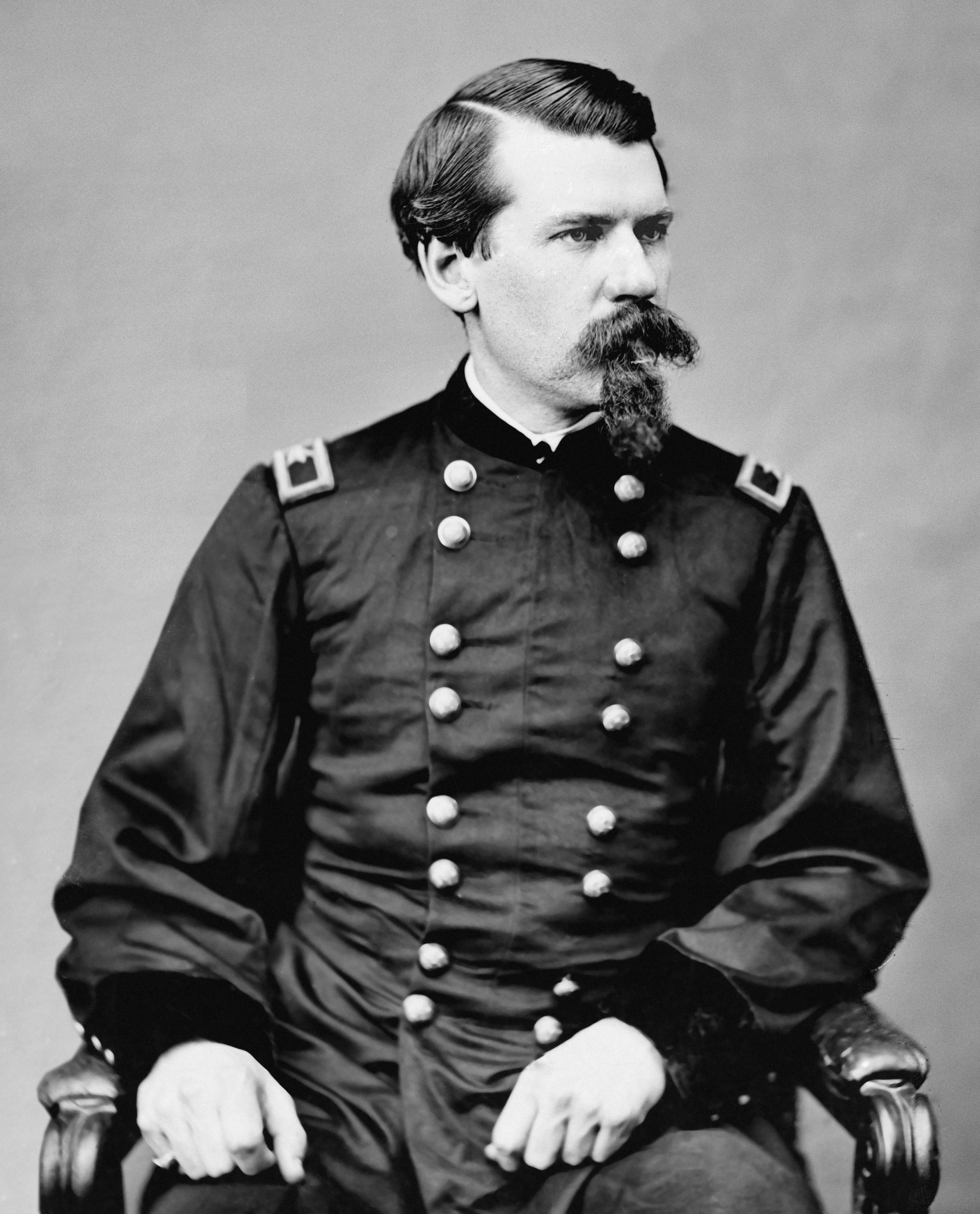
Horace Porter

Horace Porter (* 15. April 1837 in Huntingdon, Pennsylvania; † 25. Mai 1921 in New York City) war ein US-amerikanischer Brigadegeneral der US Army und Diplomat, der unter anderem zwischen 1897 und 1905 Botschafter in Frankreich war.

## Leben

### Sezessionskrieg und Mitarbeiter von Ulysses S. Grant
Porter war das jüngste von sechs Kindern von David Rittenhouse Porter, der zwischen 1839 und 1845 Gouverneur von Pennsylvania war, und dessen Ehefrau Josephine McDermett Porter, sowie ein Enkel von Andrew Porter, einem Offizier im Amerikanischen Unabhängigkeitskrieg sowie Generalinspekteur von Pennsylvania von 1809 bis 1813. Er selbst begann nach dem Besuch der Lawrenceville School ein 1854 ein Studium an der Lawrence Scientific School der Harvard University, das er jedoch 1855 abbrach. Im Anschluss begann er eine Offiziersausbildung an der US Military Academy in West Point, die er 1860 als Drittbester seiner Klasse abschloss. Während des Sezessionskrieges war er Artilleriekommandeur bei der Belagerung von Fort Pulaski im April 1862 und wurde aufgrund seiner dortigen zum Hauptmann befördert. Anschließend war er Offizier der Potomac-Armee des US-Heeres, ehe er nach der Schlacht am Antietam im September 1862 zur Cumberland-Armee versetzt wurde, wo er im September 1863 an der Schlacht am Chickamauga sowie im November 1863 an der Schlacht von Chattanooga teilnahm. Im April 1864 wurde er Aide-de-camp von General Ulysses S. Grant und verblieb in dieser Funktion bis März 1869. Nach der Schlacht in der Wilderness im Mai 1864 wurde er zum Major nach der Schlacht von New Market Heights im September 1864 zum Oberstleutnant befördert, ehe am 13. März 1865 seine Beförderung zum Oberst und die Verleihung des Brevet-Rangs als Brigadegeneral folgte.
Während General Grant zwischen August 1867 und Januar 1868 kommissarischer Kriegsminister war, fungierte Porter als Assistierender Kriegsminister (Assistant Secretary of War). Nach dem Amtsantritt von Grant als US-Präsident am 4. März 1869 war er bis Januar 1873 dessen Privatsekretär. Im Dezember 1873 schied er aus dem aktiven Militärdienst aus und wurde Vizepräsident des Eisenbahnwagenbauunternehmens Pullman Palace Car Company sowie später Präsident des Eisenbahnunternehmens West Shore Railroad.

### Botschafter in Frankreich und familiäre Beziehungen
Am 19. März 1897 wurde Porter zum Außerordentlichen und Bevollmächtigten Botschafter in Frankreich ernannt und übergab dort am 26. Mai 1897 als Nachfolger von James B. Eustis das Akkreditierungsschreiben. Er verblieb auf diesem Posten bis zum 2. Mai 1905, woraufhin Robert Sanderson McCormick seine Nachfolge antrat. Für seine Verdienste während der Schlacht am Chickamauga wurde ihm am 8. Juli 1902 die Medal of Honor verliehen. Während dieser Zeit leitete er seit 1899 die erfolgreiche Suche nach dem Leichnam des Offiziers im Amerikanischen Unabhängigkeitskrieg John Paul Jones, der als „Vater“ der US Navy gilt und am 18. Juli 1792 in Paris verstarb. Nach der Überführung des Leichnams hielt er 1905 die Rede bei der erneuten Beisetzung von Jones auf dem Friedhof der US Naval Academy in Annapolis. Für diese Verdienste erhielt er am 9. Mai 1906 einen förmlichen Dank des US-Kongresses.
Aus seiner Ehe mit Sophie King Porter gingen vier Kinder hervor, darunter die Schriftstellerin Elsie Porter Mende. Sein Onkel George Bryan Porter war zwischen 1831 und 1834 Gouverneur des Michigan-Territoriums, während sein Onkel James Madison Porter von 1843 bis 1844 Kriegsminister war. Sein Cousin Andrew Porter war ebenfalls Brigadegeneral während des Sezessionskrieges. Nach seinem Tode wurde er auf dem Old First Methodist Churchyard in West Long Branch beigesetzt.

## Veröffentlichungen
- West Point Life, Memoiren, 1866
- Campaigning with Grant, 1897